# Stock.xchng
A stock.xchng (más néven SXC) ingyenesen letölthető stock fotókat és illusztrációkat kínáló, magyar eredetű weboldal volt. A név szójáték, a "stock exchange" rövidítése, amely egyrészt a képek csereberéjére utal, másrészt a tőzsde szó angol megfelelője. Az oldalt 2001 februárjában indította Hamza Péter vezetésével a Dream Interactive az Inertia.hu webdizájn portál részeként, azzal a céllal, hogy a felhasználók megoszthassák egymással saját készítésű fotóikat és grafikáikat, így segítve egymás munkáját. 2009-ben az oldalnak több mint 2 500 000 regisztrált látogatója volt (ebből több mint egymillió csak az Egyesült Államokból), valamint több mint 400 ezer letölthető kép volt a rendszerben. A stock.xchng-et 2010 óta Freeimages.com néven a Getty Images üzemelteti.

## Működés
A stock.xchng a képmegosztó és a közösségi oldal keveréke volt. A felhasználók nagy felbontású képeket tölthettek le ingyen, saját profil oldalt készíthettek, megoszthatták egymással saját fotóikat, blogolhattak és fórumozhattak. Az oldal közösségi funkciói a felvásárlás után pár évvel megszűntek, de a megosztás és a letöltés továbbra is működik. Bár a képek ingyenesek, csak bizonyos feltételek betartása mellett használhatóak, és tulajdonjoguk nem száll át a felhasználóra.

## Története
A stock.xchng 2001 februárjában egy lelkes hobbiprojektként indult és pár év alatt a legnagyobb ingyenes stock fotó oldallá nőtte ki magát. A milliós felhasználói bázisra támaszkodva 2005 szeptemberében indult az SXC fizetős, ún. "microstock" társoldala, a Stockxpert, ahol olcsó (akár 1 USD) áron lehetett képeket vásárolni. Az oldal készítői 2006-tól az amerikai Jupiterimages-zel közösen üzemeltették a szolgáltatásokat, egészen 2009-ig, amikor a Jupiterimages-t felvásárolta a Getty Images. Az oldal alapítói ekkor eladták maradék részesedésüket és Stockfresh.com néven új fizetős stock fotó szolgáltatást indítottak, a korábbi közösség aktívabb tagjai pedig RGBStock.com néven indítottak egy új oldalt a stock.xchng szellemiségében. 2010 februárjában a Stockxpert az iStockphoto-val való összeférhetetlenség miatt bezárt, de a stock.xchng Freeimages.com néven, jelentősen átalakítva továbbra is üzemel.

## Külső hivatkozások
- stock.xchng (weboldal)
- Stockxpert.com (társoldal)
- Inertia.hu (webdizájn portál) Archiválva 2011. február 13-i dátummal a Wayback Machine-ben
- Dream Interactive
- Jupiterimages
- Getty Images